# Stor-Abborrtjärnen (Aspås socken, Jämtland)
Stor-Abborrtjärnen är en sjö i Krokoms kommun i Jämtland och ingår i Indalsälvens huvudavrinningsområde.